# Музей історії Харцизька
Музей історії міста Харцизька — музей, заснований 1967 року в Харцизьку.

## Історія
Музей засновано 4 листопада 1967 року як відділ Донецького обласного краєзнавчого музею.
З 1971 року має звання народний.
З 1991 року працює самостійно.

## Колекція
У колекції музею існують предмети від найдавніших часів до сучасного періоду.
У музеї 7 залів:
- У першому залі розповідається про історію краю на початок XX століття. У залі є зразки решток тварин, знарядь праці, одягу, рушників.
- У другому розповідається історія Харцизька з початку 20 століття до 1980 років.
- Третій — присвячений В. Ф. Шалімову.
- Четверта зала оповідає історію міста з 1980 років до сучасного періоду.
- 3 виставкові зали, у яких представлені виставки, присвячені сучасному Харцизьку та подіям афганської війни.

Музей пишається такими своїми експонатами: гарматою, зробленою в 1870 році і використовуваною для сигналів, ковдрою 1880 року, зубами і кістками мамонтів.